# Chemistry of Materials
Chemistry of Materials (usualmente abreviada como Chem. Mater.)  es una revista científica revisada por iguales, publicada desde 1980 por la American Chemical Society y dedicada a divulgar contribuciones originales de vanguardia e investigación fundamental en el área fronteriza entre la química, ingeniería química,  y ciencia de materiales. Recoge estudios teóricos y experimentales enfocados a la preparación y comprensión de las propiedades de materiales con propiedades novedosas y útiles. Chemistry of Materials está actualmente indexada y se pueden ver resúmenes de sus artículos en: CAS, SCOPUS, EBSCOhost, British Library, Swetswise, y Web of Science
Entre las áreas de interés destacan: química del estado sólido, tanto inorgánica como orgánica, química de polímeros (dirigida especialmente al desarrollo de materiales con novedosas y útiles propiedades ópticas, eléctricas, magnéticas, catalíticas y mecánicas. La publicación es actualmente bimensual, conteniendo tanto números temáticos, donde un área se revisa desde diferentes puntos de vista en varios artículos, como números de contenido mixto. Entre los primeros se han dedicado números especiales a la fabricación y procesado de materiales y dispositivos electrónicos, magnéticos, u ópticos, incluidos la generación de capas finas por deposición a partir de compuestos gaseosos y disoluciones.
Otros temas de frecuente aparición son el diseño, síntesis, investigación, y aplicación de precursores poliméricos y moleculares de materiales inorgánicos en estado sólido (incluyendo la química de soles y geles o la pirólisis de polímeros) y la preparación y estudio de biomateriales, nanomateriales, composites, catalizadores, cristales líquidos, capas, películas delgadas, interfaces y conjuntos moleculares autoorganizados.
El actual Editor-Jefe es Leonard V. Interrante. En 2014 alcanzó un factor de impacto ISI de 8,354 con más de 50.000 citas, lo que la convierte en la revista más citada del área de Ciencia de Materiales, Interdisciplinar.